# Israel en los Juegos Europeos de Cracovia 2023
Israel participó en los Juegos Europeos de Cracovia 2023 con un equipo de 139 deportistas. Responsable del equipo nacional fue el Comité Olímpico de Israel.

## Medallistas
El equipo de Israel obtuvo las siguientes medallas:
| Nombre | Deporte               | Competición          |
| --- | --------------------- | -------------------- |
| Oro |                       |                      |
| Eden Blecher Shelly Bobritski Maya Dorf Noy Gazala Catherine Kunin Aya Mazor Nikol Nahshonov Ariel Nassee Neta Rubichek Shani Sharaizin Shaya Sar Shalom Nechmad | Natación sincronizada | Combinación libre F  |
| Plata |                       |                      |
| Shajar Saguiv | Triatlón              | Individual M         |
| Bronce |                       |                      |
| Misha Zilberman | Bádminton             | Individual M         |
| Gili Kuritzki | Esgrima               | Florete individual F |
| Shelly Bobritski Maya Dorf Noy Gazala Catherine Kunin Aya Mazor Nikol Nahshonov Ariel Nassee Neta Rubichek Eden Blecher Shani Sharaizin                          | Natación sincronizada | Equipo libre         |